# Liste der Kulturdenkmale in Olbersdorf
In der Liste der Kulturdenkmale in Olbersdorf sind die Kulturdenkmale der sächsischen Gemeinde Olbersdorf verzeichnet, die bis Januar 2019 vom Landesamt für Denkmalpflege Sachsen erfasst wurden (ohne archäologische Kulturdenkmale). Die Anmerkungen sind zu beachten.
Diese Aufzählung ist eine Teilmenge der Liste der Kulturdenkmale im Landkreis Görlitz.

## Liste der Kulturdenkmale in Olbersdorf
| Bild                                    | Bezeichnung | Lage                                                                 | Datierung                                                                                                  | Beschreibung | ID       |
| --------------------------------------- | --- | -------------------------------------------------------------------- | --- | --- | -------- |
| Weitere Bilder                          | Sachgesamtheitsbestandteil der Sachgesamtheit Schmalspurbahn Zittau–Oybin/Jonsdorf | (Flurstücke 177/17, 177/13, 177/3, 177/4, 177/7, 1251, 1308) (Karte) | Ab 1890 | Sachgesamtheitsbestandteil der Sachgesamtheit Schmalspurbahn Zittau–Oybin/Jonsdorf, mit folgenden Einzeldenkmalen: Bahnhof Olbersdorf-Niederdorf (Poststraße 18, 09302082), Bahnhof Olbersdorf-Oberdorf (August-Bebel-Straße 198, 09274630), Bahnhof Bertsdorf (Am Bahnhof Bertsdorf 2, 09274676), und den folgenden Sachgesamtheitsteilen: der Trasse, Streckenausrüstung mit Hektometersteinen, Freileitung für Strecken- und Bahnhofstelefone, ehemals zweigleisige Talbrücke, weitere Brücke, im Streckenabschnitt vom Bahnhof Bertsdorf bis Kurort Jonsdorf alte Stationssteine, Höhenfestpunkte und Grenzsteine (siehe auch Sachgesamtheit 08992260); verkehrshistorisch, eisenbahngeschichtlich und technikgeschichtlich von Bedeutung, die Zweigleisigkeit ist eine schützenswerte Besonderheit der Schmalspurbahn (der betriebsfähige Fahrzeugpark, siehe unter Zittau, Schmalspurbahn Zittau–Oybin/Jonsdorf) | 08992536 |
| Weitere Bilder                          | Bahnhof mit Empfangsgebäude (mit Güterschuppenanbau), Bahnsteigüberdachungen, Wirtschaftsgebäude, Kohleschuppen, Lokomotivschuppen und Stellwerk (mit mechanischer Technik), sowie zwei Wasserkräne, Schlüsselwerk mit Hebelbank und Spannwerksraum, drei Einfahrtssignale, darunter letztes Gittermastsignal der Strecke (Einzeldenkmale zu ID-Nr. 08992536) | Am Bahnhof Bertsdorf 2 (Karte)                                       | 1891 | Einzeldenkmale der Sachgesamtheit Schmalspurbahn Zittau–Oybin/Jonsdorf; baugeschichtlich, verkehrshistorisch und technikgeschichtlich von Bedeutung, überwiegend gründerzeitliche Klinkerbauten | 09274676 |
| Direkt Bild zu diesem Denkmal hochladen | Kriegerdenkmal für die Gefallenen des Ersten Weltkrieges und ein Erbbegräbnis auf dem Neuen Friedhof | Am Butterhübel 1 (Karte)                                             | Um 1910 (Erbbegräbnis); nach 1918 (Kriegerdenkmal)                                                         | Geschichtlich und künstlerisch bedeutsam, umgesetzt vom Alten Friedhof (dieser durch Bergbau devastiert) | 09303800 |
| Weitere Bilder                          | Wohnhaus (Umgebinde) mit Anbau | Am Goldbach 4 (Karte)                                                | 1. Hälfte 19. Jahrhundert                                                                                  | Obergeschoss Fachwerk, Krüppelwalmdach mit zwei Fledermausgauben, baugeschichtlich von Bedeutung | 09273248 |
| Direkt Bild zu diesem Denkmal hochladen | Villa mit Villengarten | Am Mühlgraben 7 (Karte)                                              | Um 1900 | Repräsentatives gründerzeitliches Gebäude, im Stil des Späthistorismus, aufwendige Fassadengestaltung, Fachwerk-Ziergiebel, ortsgeschichtlich und baugeschichtlich von Bedeutung, Bauherr: Textilmaschinenfabrikant Gruschwitz | 09273225 |
| Direkt Bild zu diesem Denkmal hochladen | Wohnstallhaus eines Bauernhofes | Am Mühlgraben 31 (Karte)                                             | Um 1800 | Starkes Mauerwerk, vermutlich hohes Alter, baugeschichtlich von Bedeutung | 09273228 |
| Weitere Bilder                          | Gaststätte mit Anbauten im Volksbad Olbersdorf | Artur-Neumann-Straße 2 (Karte)                                       | 1922 | Pseudo-Umgebindebau im Heimatstil, in Art eines Vorlaubenhauses, baugeschichtlich von Bedeutung | 09273292 |
| Direkt Bild zu diesem Denkmal hochladen | Wohnhaus über hakenförmigem Grundriss, mit angebautem Seitengebäude | August-Bebel-Straße 7 (Karte)                                        | Ende 18. Jahrhundert                                                                                       | Schlichtes massives Gebäude mit verschiefertem Giebel, straßenbildprägend, baugeschichtlich von Bedeutung, vermutlich ehemalige Schmiede | 09273222 |
| Direkt Bild zu diesem Denkmal hochladen | Wohnstallhaus, Scheune, Seitengebäude und Hofmauer eines Dreiseithofes | August-Bebel-Straße 16 (Karte)                                       | Ende 18. Jahrhundert                                                                                       | Massives Wohnstallhaus mit Korbbogenportal, Wirtschaftsgebäude ebenfalls massiv, ortsbildprägender Bauernhof von seltener Geschlossenheit, wirtschaftsgeschichtlich und baugeschichtlich von Bedeutung | 09273223 |
| Direkt Bild zu diesem Denkmal hochladen | Müller-Wohnhaus und angebautes Mühlengebäude (Adam-Mühle) | August-Bebel-Straße 31 (Karte)                                       | Bezeichnet mit 1748                                                                                        | Imposanter Barockbau mit Mansarddach, zwei profilierte Sandstein-Portale mit eingemeißelten Mühlenzeichen, ortsgeschichtlich und baugeschichtlich von Bedeutung | 09273229 |
| Direkt Bild zu diesem Denkmal hochladen | Zufahrtsbrücke über den Goldbach | August-Bebel-Straße 31 (bei), bei Adammühle (Karte)                  | 19. Jahrhundert                                                                                            | Einbogenbrücke, baugeschichtlich von Bedeutung | 09273230 |
| Direkt Bild zu diesem Denkmal hochladen | Dreiseithof mit Wohnstallhaus, zwei Scheunen, Torpfeiler und Einfriedungsmauer | August-Bebel-Straße 32 (Karte)                                       | Mitte 19. Jahrhundert                                                                                      | Massives Wohnstallhaus, profilierter Sandstein-Türstock, halbrundes Giebelfenster, Krüppelwalmdach mit Fledermausgaupen und Dachhecht, massive Scheunen, Bauernhof von seltener Geschlossenheit, wirtschaftsgeschichtlich und baugeschichtlich von Bedeutung | 09273226 |
| Direkt Bild zu diesem Denkmal hochladen | Wohnhaus | August-Bebel-Straße 37 (Karte)                                       | Um 1800 | Ehemaliges Umgebindehaus, Obergeschoss strebenreiches Fachwerk, teilweise verbrettert, baugeschichtlich von Bedeutung | 09273233 |
| Direkt Bild zu diesem Denkmal hochladen | Wohnstallhaus eines Bauernhofes | August-Bebel-Straße 55 (Karte)                                       | Um 1800 | Massives Gebäude mit prächtigem Korbbogenportal, zwei Dachhechte zum Hof, baugeschichtlich von Bedeutung | 09273238 |
| Direkt Bild zu diesem Denkmal hochladen | Wohnhaus | August-Bebel-Straße 56 (Karte)                                       | 1. Hälfte 19. Jahrhundert                                                                                  | Schlichter Massivbau mit gründerzeitliche Putzornamentik, baugeschichtlich von Bedeutung | 09273237 |
| Direkt Bild zu diesem Denkmal hochladen | Villa | August-Bebel-Straße 59 (Karte)                                       | Um 1870 | Historistisch mit Anklängen an den Schweizerstil, baugeschichtlich von Bedeutung | 09303801 |
| Direkt Bild zu diesem Denkmal hochladen | Zwei Zufahrtsbrücken über den Goldbach | August-Bebel-Straße 76 (neben) (Karte)                               | 19. Jahrhundert                                                                                            | Einbogenbrücke, baugeschichtlich von Bedeutung | 09273239 |
| Weitere Bilder                          | Wohnstallhaus, Seitengebäude (mit Kumthalle) und Scheune eines Dreiseithofes | August-Bebel-Straße 77 (Karte)                                       | 1. Hälfte 19. Jahrhundert (Wohnstallhaus); bezeichnet mit 1899 (Kumthalle); Ende 19. Jahrhundert (Scheune) | Massives Wohnhaus mit mächtigem Krüppelwalmdach, Seitengebäude mit dreibogiger Kumthalle (Seltenheitswert), geschlossen erhaltener Bauernhof, ortsbildprägend, wirtschaftsgeschichtlich und baugeschichtlich von Bedeutung | 09273241 |
| Weitere Bilder                          | Wohnhaus (Umgebinde) | August-Bebel-Straße 85 (Karte)                                       | 1. Hälfte 19. Jahrhundert                                                                                  | Obergeschoss Fachwerk verbrettert, baugeschichtlich von Bedeutung | 09273245 |
| Direkt Bild zu diesem Denkmal hochladen | Wohnstallhaus (Umgebinde) und zwei Scheunen eines Dreiseithofes | August-Bebel-Straße 87 (Karte)                                       | Anfang 19. Jahrhundert                                                                                     | Wohnstallhaus: Obergeschoss Fachwerk verbrettert, Krüppelwalmdach mit Fledermausgaupen, baugeschichtlich von Bedeutung | 09273247 |
| Direkt Bild zu diesem Denkmal hochladen | Wohnstallhaus (Umgebinde) und Scheune eines Bauernhofes | August-Bebel-Straße 90 (Karte)                                       | Bezeichnet mit 1817                                                                                        | Wohnstallhaus: Ständerbau, strebenreiches Fachwerk-Obergeschoss, profilierter hölzerner Türstock, Fachwerk-Scheune: Langständerbau mit kurzem Austritt, wirtschaftsgeschichtlich und baugeschichtlich von Bedeutung | 09273242 |
| Direkt Bild zu diesem Denkmal hochladen | Wohnhaus | August-Bebel-Straße 107 (Karte)                                      | 18. Jahrhundert                                                                                            | Obergeschoss Fachwerk mit Kreuzstreben (zur Zeit verbrettert), ehemals Umgebindehaus, baugeschichtlich von Bedeutung | 09273253 |
| Direkt Bild zu diesem Denkmal hochladen | Wohnhaus | August-Bebel-Straße 108 (Karte)                                      | Mitte 19. Jahrhundert                                                                                      | Schlichter Putzbau, flaches Walmdach mit zwei Fledermausgaupen, baugeschichtlich von Bedeutung | 09273244 |
| Weitere Bilder                          | Wohnhaus | August-Bebel-Straße 112 (Karte)                                      | Anfang 19. Jahrhundert                                                                                     | Ehemaliges Umgebindehaus (Kreuzstrebenumgebinde), Obergeschoss Fachwerk, Fachwerkkonstruktion teilweise mit gezackten Blattungen, Zeugnis der älteren Holzbauweise im Zittauer Raum, baugeschichtlich von Bedeutung | 09273246 |
| Weitere Bilder                          | Wohnhaus (Umgebinde) mit rückwärtigem Anbau | August-Bebel-Straße 121 (Karte)                                      | 1847 | Doppelstubenhaus, schönes Segmentbogenportal mit originalem, reich verziertem Türblatt, Haus mit der höchsten Jochzahl im Verbreitungsbereich, eines der wertvollsten Umgebindehäuser des Ortes, ehemals Spinnschule, ortsgeschichtlich und baugeschichtlich von Bedeutung; Obergeschoss nach Brand am 12. September 2020 in veränderter Form als Drempelgeschoss wieder aufgebaut; ehemals Obergeschoss Fachwerk verbrettert, ehemals mit Dachhecht | 09273259 |
| Direkt Bild zu diesem Denkmal hochladen | Wohnhaus | August-Bebel-Straße 131 (Karte)                                      | Mitte 19. Jahrhundert                                                                                      | Obergeschoss Fachwerk verbrettert, schöne Hauseingangstür, baugeschichtlich von Bedeutung | 09273265 |
| Direkt Bild zu diesem Denkmal hochladen | Wohnhaus (Umgebinde) | August-Bebel-Straße 132 (Karte)                                      | Anfang 19. Jahrhundert                                                                                     | Obergeschoss Fachwerk, ortsbildtypisch, baugeschichtlich von Bedeutung | 09273249 |
|                                         | Wohnhaus (Umgebinde) | August-Bebel-Straße 136 (Karte)                                      | 1. Hälfte 19. Jahrhundert                                                                                  | Obergeschoss Fachwerk, teilweise verbrettert, teilweise verputzt, schöne Hauseingangstür, baugeschichtlich von Bedeutung | 09273250 |
|                                         | Wohnstallhaus (mit rückwärtigem Anbau) und zwei Scheunen eines ehemaligen Vierseithofes | August-Bebel-Straße 138 (Karte)                                      | Bezeichnet mit 1833                                                                                        | Massives Wohnstallhaus, Krüppelwalmdach mit Fledermausgaupen, schönes Korbbogenportal, ausgesprochen repräsentativer Bauernhof, wirtschaftsgeschichtlich und baugeschichtlich von Bedeutung | 09273251 |
| Direkt Bild zu diesem Denkmal hochladen | Wohnstallhaus, Seitengebäude, Scheune sowie weiteres Seitengebäude (mit Kumthalle) eines Vierseithofes | August-Bebel-Straße 146 (Karte)                                      | Bezeichnet mit 1830                                                                                        | Massives Wohnstallhaus mit Sandstein-Türstock, ein Seitengebäude mit seltener Kumthalle, geschlossen erhaltener, großer Bauernhof, wirtschaftsgeschichtlich und baugeschichtlich von Bedeutung | 09273252 |
|                                         | Scheune eines Bauernhofes | August-Bebel-Straße 156 (Karte)                                      | Anfang 19. Jahrhundert                                                                                     | Ortsbildprägende Fachwerkscheune, wirtschaftsgeschichtlich von Bedeutung | 09273256 |
| Weitere Bilder                          | Wohnstallhaus, Seitengebäude (mit Kumthalle) sowie Scheune eines Dreiseithofes | August-Bebel-Straße 160 (Karte)                                      | Mitte 19. Jahrhundert                                                                                      | Wohnstallhaus Obergeschoss Fachwerk, massives Seitengebäude mit zweibogiger Kumthalle, geschlossen erhaltener Bauernhof, wirtschaftsgeschichtlich und baugeschichtlich von Bedeutung | 09273257 |
| Weitere Bilder                          | Wohnhaus (Umgebinde) | August-Bebel-Straße 168 (Karte)                                      | Bezeichnet mit 1856                                                                                        | Doppelstubenhaus, Obergeschoss Fachwerk, Segmentbogenportal, baugeschichtlich von Bedeutung | 09303712 |
| Weitere Bilder                          | Wohnhaus (Umgebinde) | August-Bebel-Straße 172 (Karte)                                      | Bezeichnet mit 1841                                                                                        | Doppelstubenhaus, Obergeschoss Fachwerk, teilweise verbrettert, profilierter Türstock mit originaler Füllungstür mit klassizistischen Motiven, baugeschichtlich von Bedeutung | 09273260 |
| Direkt Bild zu diesem Denkmal hochladen | Wohnhaus | August-Bebel-Straße 180 (Karte)                                      | Um 1870 | Massives gründerzeitliches Gebäude, profilierter Sandstein-Türstock mit altem Türblatt, weitgehend original erhalten, baugeschichtlich von Bedeutung | 09273264 |
| Direkt Bild zu diesem Denkmal hochladen | Scheune und Seitengebäude (mit Oberlaube) eines Bauernhofes | August-Bebel-Straße 188 (Karte)                                      | Ende 17. Jahrhundert                                                                                       | Stallgebäude mit verbretterter Oberlaube von Seltenheitswert, wirtschaftsgeschichtlich und baugeschichtlich von Bedeutung | 09273267 |
| Direkt Bild zu diesem Denkmal hochladen | Wohnhaus | August-Bebel-Straße 190 (Karte)                                      | Um 1800 | Obergeschoss Fachwerk verbrettert, ehemaliges Umgebindehaus, baugeschichtlich von Bedeutung | 09273268 |
|                                         | Bahnhof Olbersdorf-Oberdorf mit Empfangsgebäude (am Empfangsgebäude mechanische Außenuhr) und Freiabtritt von 1913 (Einzeldenkmal zu ID-Nr. 08992536) | August-Bebel-Straße 198 (Karte)                                      | 1913 | Einzeldenkmal der Sachgesamtheit Schmalspurbahn Zittau–Oybin/Jonsdorf; baugeschichtlich, verkehrshistorisch und technikgeschichtlich von Bedeutung, im Heimatstil gestaltet. Dazu folgende Sachgesamtheitsteile in Bahnhofsnähe: Gleisplan und Gleisfeldbeleuchtung (fünf Lampen mit Holzmast) von 1949, Ladestraße mit Granitpflaster. | 09274630 |
| Direkt Bild zu diesem Denkmal hochladen | Wohnhaus (Umgebinde) mit Seitenflügel | Bertsdorfer Straße 1 (Karte)                                         | 18. Jahrhundert                                                                                            | Obergeschoss Fachwerk, teilweise verbrettert, baugeschichtlich von Bedeutung | 09273284 |
| Direkt Bild zu diesem Denkmal hochladen | Wohnhaus (Umgebinde) ohne Anbau | Bertsdorfer Straße 3 (Karte)                                         | 1. Hälfte 19. Jahrhundert                                                                                  | Obergeschoss Fachwerk verbrettert, baugeschichtlich von Bedeutung | 09273285 |
| Direkt Bild zu diesem Denkmal hochladen | Wohnhaus (Umgebinde) ohne Anbau | Bertsdorfer Straße 9 (Karte)                                         | 1. Hälfte 19. Jahrhundert                                                                                  | Obergeschoss Fachwerk, Giebelseite verbrettert, baugeschichtlich von Bedeutung | 09273287 |
| Direkt Bild zu diesem Denkmal hochladen | Türstock eines ehemaligen Mühlengebäudes (Hahmann-Mühle) | Clara-Zetkin-Straße 2 (Karte)                                        | Bezeichnet mit 1808                                                                                        | Reich gestaltetes barock-klassizistisches Korbbogenportal, künstlerisch von Bedeutung | 09273276 |
| Direkt Bild zu diesem Denkmal hochladen | Wohnhaus (Umgebinde) | Echostraße 6 (Karte)                                                 | Mitte 19. Jahrhundert                                                                                      | Eingeschossiges Umgebindehaus, kurzer Dachhecht, ortsbildtypisch, baugeschichtlich von Bedeutung | 09273282 |
| Direkt Bild zu diesem Denkmal hochladen | Wohnstallhaus (mit Vorlaube) einer Försterei | Eichgrabener Straße 9 (Karte)                                        | Bezeichnet mit 1683                                                                                        | Gebäude mit seltener hölzerner Vorlaube (Kreuzstube), ehemals Umgebindehaus, Obergeschoss teilweise Fachwerk (verbrettert), ortsgeschichtlich und baugeschichtlich von Bedeutung | 09273277 |
| Direkt Bild zu diesem Denkmal hochladen | Wohnstallhaus eines Bauernhofes | Ernst-May-Straße 8 (Karte)                                           | Ende 18. Jahrhundert                                                                                       | Obergeschoss Fachwerk, hohes Satteldach mit weitem Dachüberstand zum Hof, baugeschichtlich von Bedeutung | 09273272 |
| Direkt Bild zu diesem Denkmal hochladen | Wohnhaus (Umgebinde) | Ernst-May-Straße 10 (Karte)                                          | Um 1800 | Obergeschoss Fachwerk, Satteldach mit zwei Fledermausgaupen, baugeschichtlich von Bedeutung | 09273273 |
| Direkt Bild zu diesem Denkmal hochladen | Mietshaus mit Werkstattgebäude | Ernst-May-Straße 15 (Karte)                                          | Ende 19. Jahrhundert                                                                                       | Gründerzeitlicher Putzbau, unter den Fenstern Reliefköpfe, profilierte Segmentbogen-Tür, baugeschichtlich von Bedeutung | 09273271 |
| Direkt Bild zu diesem Denkmal hochladen | Wohnhaus (Umgebinde) | Ernst-May-Straße 16 (Karte)                                          | 1. Hälfte 19. Jahrhundert                                                                                  | Obergeschoss Fachwerk verbrettert, alte Blockstube, Umgebinde erneuert, baugeschichtlich bedeutsam | 09303802 |
| Direkt Bild zu diesem Denkmal hochladen | Wohnhaus | Ernst-May-Straße 22 (Karte)                                          | 1. Hälfte 19. Jahrhundert                                                                                  | Obergeschoss Fachwerk, teilweise verbrettert, baugeschichtlich von Bedeutung | 09273275 |
| Direkt Bild zu diesem Denkmal hochladen | Wohnhaus (Umgebinde) | Ernst-May-Straße 28 (Karte)                                          | Bezeichnet mit 1839                                                                                        | Obergeschoss Fachwerk verschiefert, Sandstein-Türstock, baugeschichtlich von Bedeutung | 09273172 |
| Direkt Bild zu diesem Denkmal hochladen | Wohnhaus (Umgebinde) mit Seitenflügel | Ernst-May-Straße 32 (Karte)                                          | Um 1750 | Obergeschoss strebenreiches Fachwerk, baugeschichtlich von Bedeutung | 09273174 |
| Direkt Bild zu diesem Denkmal hochladen | Scheune eines Bauernhofes | Im Städtel 10 (Karte)                                                | 18. Jahrhundert                                                                                            | Altertümliche Fachwerk-Scheune mit Kreuzstreben, baugeschichtlich von Bedeutung | 09273281 |
| Direkt Bild zu diesem Denkmal hochladen | Wohnhaus | Im Städtel 17 (Karte)                                                | Im Kern vermutlich noch 18. Jahrhundert                                                                    | Obergeschoss strebenreiches Fachwerk, baugeschichtlich von Bedeutung | 09273278 |
| Direkt Bild zu diesem Denkmal hochladen | Wohnhaus | Im Städtel 20 (Karte)                                                | Bezeichnet mit 1869                                                                                        | Fachwerk-Obergeschoss zum Teil verbrettert, leicht profilierter Sandsteintürstock, weit vorkragendes, steiles Satteldach, baugeschichtlich von Bedeutung | 09273279 |
| Direkt Bild zu diesem Denkmal hochladen | Wohnhaus (Umgebinde) | Leipaer Straße 3a (Karte)                                            | Mitte 19. Jahrhundert                                                                                      | Obergeschoss Fachwerk verbrettert, teilweise verkleidet, baugeschichtlich von Bedeutung | 09273290 |
| Direkt Bild zu diesem Denkmal hochladen | Forsthaus und Scheune eines Forsthofes | Leipaer Straße 9 (Karte)                                             | Bezeichnet mit 1801                                                                                        | Forsthaus massiv mit sandsteinernem Segmentbogenportal, Krüppelwalmdach mit drei Fledermausgaupen, Scheune teils hölzern, teils massiv, ortsgeschichtlich, wirtschaftsgeschichtlich und baugeschichtlich von Bedeutung | 09273291 |
| Direkt Bild zu diesem Denkmal hochladen | Wohnhaus | Niederviebig 10 (Karte)                                              | Mitte 19. Jahrhundert                                                                                      | Obergeschoss Fachwerk verbrettert, baugeschichtlich von Bedeutung | 09273231 |
| Direkt Bild zu diesem Denkmal hochladen | Wohnstallhaus und Scheune sowie angebautes Seitengebäude eines Bauernhofes | Niederviebig 14 (Karte)                                              | Bezeichnet mit 1857                                                                                        | Wohnstallhaus: profilierter Türstock, hohes Satteldach, starkes Mauerwerk deutet auf hohes Alter hin, Scheune mit Inschriftentafel von 1685 (zweitälteste baubezogene Inschrift des Ortes, bezieht sich auf den Bau eines nicht mehr vorhandenen Brunnens), wirtschaftsgeschichtlich und baugeschichtlich von Bedeutung | 09273232 |
| Direkt Bild zu diesem Denkmal hochladen | Wohnstallhaus eines Bauernhofes | Oberer Viebig 2 (Karte)                                              | Bezeichnet mit 1867                                                                                        | Obergeschoss Fachwerk, baugeschichtlich von Bedeutung | 09273269 |
| Direkt Bild zu diesem Denkmal hochladen | Wohnhaus mit Anbau | Oybiner Straße 1 (Karte)                                             | Anfang 19. Jahrhundert                                                                                     | Obergeschoss Fachwerk in Ständerengstellung, baugeschichtlich von Bedeutung | 09273283 |
| Direkt Bild zu diesem Denkmal hochladen | Wohnhaus (Umgebinde) | Oybiner Straße 2 (Karte)                                             | 1. Hälfte 19. Jahrhundert                                                                                  | Obergeschoss Fachwerk, Giebelseite verbrettert, baugeschichtlich von Bedeutung | 09273286 |
|                                         | Bahnhof Olbersdorf-Niederdorf mit Empfangsgebäude und Toilettenhäuschen (Einzeldenkmale zu ID-Nr. 08992536) | Poststraße 18 (Karte)                                                | 1915 | Einzeldenkmal der Sachgesamtheit Schmalspurbahn Zittau–Oybin/Jonsdorf; baugeschichtlich, verkehrshistorisch und technikgeschichtlich von Bedeutung, im Heimatstil gestaltet, Empfangsgebäude Obergeschoss verbrettert | 09302082 |
|                                         | Wohnhaus | Schulweg 1 (Karte)                                                   | Mitte 19. Jahrhundert                                                                                      | Fachwerk-Obergeschoss verbrettert, dekorative Bogenleisten, baugeschichtlich von Bedeutung | 09273254 |
|                                         | Wohnhaus (Umgebinde) | Schulweg 5 (Karte)                                                   | 1. Hälfte 19. Jahrhundert                                                                                  | Obergeschoss Fachwerk, Giebel mit dekorativen Leisten verbrettert, baugeschichtlich von Bedeutung | 09273255 |
| Weitere Bilder                          | Neue Schule mit Turnhalle und Wirtschaftsgebäude | Schulweg 13 (Karte)                                                  | 1928–1929                                                                                                  | Entwürfe für die Neue Schule (Zentralschule) von Architekt Professor Wilhelm Jost, Dresden, traditionalistischer Schulbau mit expressionistischen Anklängen, Mittelturm über drei Geschosse mit spitzem Helm, im Innern vier Brunnenfiguren aus Majolika, ortsbildprägende Lage, kunsthistorisch, ortsgeschichtlich und baugeschichtlich von Bedeutung | 09273293 |
| Direkt Bild zu diesem Denkmal hochladen | Wohnhaus (Umgebinde) | Schulweg 29 (Karte)                                                  | Ende 18. Jahrhundert                                                                                       | Obergeschoss Fachwerk verbrettert, baugeschichtlich von Bedeutung | 09273261 |

## Streichungen von der Denkmalliste
| Bild                                    | Bezeichnung | Lage                        | Datierung                 | Beschreibung | ID       |
| --------------------------------------- | --- | --------------------------- | ------------------------- | --- | -------- |
| Direkt Bild zu diesem Denkmal hochladen | Wohn- und Kontorgebäude („Herrenhaus“) einer Fabrikanlage (ehemalige Eisengießerei und Textilmaschinenfabrik C. A. Gruschwitz) | Am Mühlgraben 29 (Karte)    | 19. Jahrhundert           | Gründerzeitlicher Putzbau, repräsentiert den spätklassizistischen künstlerischen Villenbau mit prächtigem Balkon, letztes Zeugnis einer ehemals bedeutenden Fabrikanlage, baugeschichtlich und ortsgeschichtlich von Bedeutung; zwischen 2010 und 2013 abgerissen | 09274910 |
| Direkt Bild zu diesem Denkmal hochladen | Wohnhaus (Umgebinde) | Ernst-May-Straße 19 (Karte) | 1. Hälfte 18. Jahrhundert | Eingeschossiges Umgebindehaus mit Drempel, Fachwerk und Umgebinde verputzt, baugeschichtlich von Bedeutung; zwischen 2014 und 2016 abgerissen | 09273274 |

## Tabellenlegende
- Bild: Bild des Kulturdenkmals, ggf. zusätzlich mit einem Link zu weiteren Fotos des Kulturdenkmals im Medienarchiv Wikimedia Commons. Wenn man auf das Kamerasymbol klickt, können Fotos zu Kulturdenkmalen aus dieser Liste hochgeladen werden:
- Bezeichnung: Denkmalgeschützte Objekte und ggf. Bauwerksname des Kulturdenkmals
- Lage: Straßenname und Hausnummer oder Flurstücknummer des Kulturdenkmals. Die Grundsortierung der Liste erfolgt nach dieser Adresse. Der Link (Karte) führt zu verschiedenen Kartendiensten mit der Position des Kulturdenkmals. Fehlt dieser Link, wurden die Koordinaten noch nicht eingetragen. Sind diese bekannt, können sie über ein Tool mit einer Kartenansicht einfach nachgetragen werden. In dieser Kartenansicht sind Kulturdenkmale ohne Koordinaten mit einem roten bzw. orangen Marker dargestellt und können durch Verschieben auf die richtige Position in der Karte mit Koordinaten versehen werden. Kulturdenkmale ohne Bild sind an einem blauen bzw. roten Marker erkennbar.
- Datierung: Baubeginn, Fertigstellung, Datum der Erstnennung oder grobe zeitliche Einordnung entsprechend des Eintrags in der sächsischen Denkmaldatenbank
- Beschreibung: Kurzcharakteristik des Kulturdenkmals entsprechend des Eintrags in der sächsischen Denkmaldatenbank, ggf. ergänzt durch die dort nur selten veröffentlichten Erfassungstexte oder zusätzliche Informationen
- ID: Vom Landesamt für Denkmalpflege Sachsen vergebene, das Kulturdenkmal eindeutig identifizierende Objekt-Nummer. Der Link führt zum PDF-Denkmaldokument des Landesamtes für Denkmalpflege Sachsen. Bei ehemaligen Kulturdenkmalen können die Objektnummern unbekannt sein und deshalb fehlen bzw. die Links von aus der Datenbank entfernten Objektnummern ins Leere führen. Ein ggf. vorhandenes Icon  führt zu den Angaben des Kulturdenkmals bei Wikidata.